# Thomas Ludger Dupré
Thomas Ludger Dupré (South Hadley, 10 novembre 1933 – Silver Spring, 30 dicembre 2016) è stato un vescovo cattolico statunitense.

## Biografia
Monsignor Thomas Ludger Dupré nacque a South Hadley il 10 novembre 1933.

### Formazione e ministero sacerdotale
Dal 1951 al 1952 studiò al Collège de Montréal di Québec. Ritornato negli Stati Uniti, frequentò brevemente l'Assumption College di Worcester prima di tornare in Canada nel 1955 per studiare teologia al Gran Seminario di Montréal.
Il 23 maggio 1959 fu ordinato presbitero per la diocesi di Springfield da monsignor Christopher Joseph Weldon. Fu quindi vicario parrocchiale della parrocchia di San Giorgio a Chicopee fino al 1964. Venne poi inviato a proseguire gli studi presso l'Università Cattolica d'America a Washington che terminò nel 1967. Nel 1966 venne assegnato alla parrocchia di San Giuseppe a Springfield. Prestò quindi servizio nella parrocchia di San Giovanni Battista a Ludlow dal 1970 al 1973, nella parrocchia della Natività della Beata Vergine a Chicopee dal 1973 al 1977, nella parrocchia di San Luigi di Francia a West Springfield dal 1978 al 1989 e nella parrocchia di San Tommaso d'Aquino a Springfield dal 1989 al 1990. Fu anche cancelliere vescovile dal 1977 al 1990, giudice pro-sinodale del tribunale ecclesiastico dal 1982 al 1990, membro della commissione vescovile per il clero dal 1983 al 1986, membro del consiglio presbiterale dal 1984 al 1994 e vicario generale e segretario per gli affari canonici dal 1989 al 1995.

### Ministero episcopale
Il 7 aprile 1990 papa Giovanni Paolo II lo nominò vescovo ausiliare di Springfield e titolare di Hodelm. Ricevette l'ordinazione episcopale il 31 maggio successivo nella cattedrale di San Michele a Springfield dal vescovo di Springfield Joseph Francis Maguire, coconsacranti il vescovo di Worcester Timothy Joseph Harrington e il vescovo coadiutore di Manchester Leo Edward O'Neil.
L'8 luglio 1994, qualche giorno dopo la morte di monsignor John Aloysius Marshall, il collegio dei consultori lo elesse amministratore diocesano.
Il 14 marzo 1995 papa Giovanni Paolo II lo nominò vescovo di Springfield. Prese possesso della diocesi l'8 maggio successivo. Durante il suo episcopato espresse pubblicamente la sua opposizione al matrimonio tra persone dello stesso sesso e all'aborto. In occasione delle elezioni presidenziali del 2000 dichiarò che era "obbligo e responsabilità" dei cattolici "votare per il candidato che promuoverà ciò che è buono e si opporrà al male, che promuoverà la cultura della vita e si opporrà alla cultura della morte, che promuoverà il benessere della società e si opporrà alla sua disintegrazione morale".
L'11 febbraio 2004 papa Giovanni Paolo II accettò la sua rinuncia al governo pastorale della diocesi per motivi di salute non specificati. Le sue dimissioni giunsero un giorno dopo che il giornale The Republican di Springfield lo affrontò accusandolo di aver abusato di due chierichetti quando era parroco. Monsignor Dupré venne anche accusato dal clero locale di aver coperto le accuse di abusi contro altri sacerdoti, tra cui padre Richard R. Lavigne.
Il 24 settembre 2004 venne incriminato da un grand jury della contea di Hampden per due capi di molestie su minori. Divenne così il primo vescovo cattolico a essere incriminato per abuso sessuale. Tuttavia l'ufficio del procuratore distrettuale di Springfield venne costretto a sospendere le accuse per avvenuta prescrizione. Monsignor Dupré poco dopo entrò al St. Luke Institute, un ospedale psichiatrico cattolico privato a Silver Spring, Maryland. A giugno del 2006 continuava a indicare come sua residenza il St. Luke Institute. Le vittime intentarono in seguito una causa civile contro monsignor Dupré. Nel 2008 la diocesi di Springfield raggiunse un accordo con le parti.
Nel maggio del 2010 si trasferì nella casa di riposo Bishop O'Boyle Residence a Washington.	
Nel giugno del 2010 un giudice rese pubblici la trascrizione e la videocassetta della deposizione di monsignor Dupré in una causa civile in cui, dopo aver dichiarato il suo nome e la data di nascita, invocava il quinto emendamento in risposta a tre ore di domande.
Morì a Silver Spring il 30 dicembre 2016 all'età di 83 anni. Le esequie si tennero in forma strettamente privata.

## Genealogia episcopale
La genealogia episcopale è:
- Cardinale Scipione Rebiba
- Cardinale Giulio Antonio Santori
- Cardinale Girolamo Bernerio, O.P.
- Arcivescovo Galeazzo Sanvitale
- Cardinale Ludovico Ludovisi
- Cardinale Luigi Caetani
- Cardinale Ulderico Carpegna
- Cardinale Paluzzo Paluzzi Altieri degli Albertoni
- Papa Benedetto XIII
- Papa Benedetto XIV
- Papa Clemente XIII
- Cardinale Bernardino Giraud
- Cardinale Alessandro Mattei
- Cardinale Pietro Francesco Galleffi
- Cardinale Giacomo Filippo Fransoni
- Cardinale Carlo Sacconi
- Cardinale Edward Henry Howard
- Cardinale Mariano Rampolla del Tindaro
- Cardinale Rafael Merry del Val y Zulueta
- Cardinale Giovanni Vincenzo Bonzano
- Arcivescovo John Gregory Murray
- Vescovo James Louis Connolly
- Cardinale Humberto Sousa Medeiros
- Vescovo Joseph Francis Maguire
- Vescovo Thomas Ludger Dupré